# Emanuel Szafarczyk

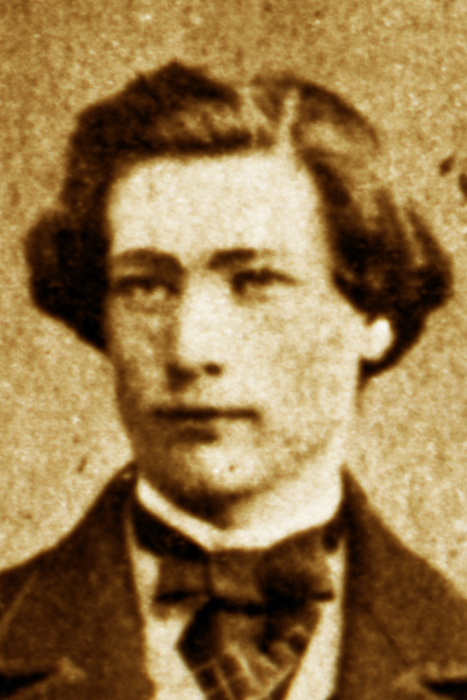
Emanuel Szafarczyk fotografia ze zbiorów Muzeum Niepodległości.

Emanuel Szafarczyk Kamiński (ur. 1835, zm. 17 lutego 1865 w Warszawie) – członek Warszawskiej Organizacji Miejskiej, naczelnik działającej przy Rządzie Narodowym Straży Zbrojnej – warszawskich żandarmów-sztyletników. Organizator zamachów na Aleksandra Wielopolskiego i Fiodora Fiodorowicza Trepowa. Więziony w X. Pawilonie Cytadeli Warszawskiej. Wyrokiem Audytoriatu Polowego 23 stycznia 1865 skazany na karę śmierci.
17 lutego 1865 r. Emanuel Szafarczyk został powieszony na stokach Cytadeli Warszawskiej wraz z Aleksandrem Waszkowskim; była to ostatnia publiczna egzekucja uczestników  powstania styczniowego w Warszawie.